# Nokia 7360
Nokia 7360 — стільниковий телефон фірми Nokia, випущений наприкінці 2005 року як частина «L'Amour Collection» разом із моделями 7370, 7373, 7380 та 7390. Відноситься до лінійки телефонів «мода і стиль» і використовує платформу S40.

## Характеристики
Nokia 7360 відкривала лінійку L'Amour, що пояснюється виведенням апарата в розділ лише дизайнерських рішень, відмова від конкуренції зі своїми моделями тієї ж цінової групи, але з більшою функціональністю. Основна характеристика Nokia 7360 — яскравий дизайн. Як і всі моделі колекції, ця представлена в двох кольорах: коричневому (Coffee Brown) і слонової кістки (Warm Amber). На лицьовій панелі є дзеркальна металева вставку. Така сама вставка відтінює матеріал задньої поверхні, частина кришки стилізована під шкіру. Бічний кант зроблений під матовий метал, на лівому боці також знаходиться вставка з напівпрозорого пластику смарагдового кольору (тут колір не насичений). Помітно виглядає навігаційна клавіша, решітка динаміка, кнопка включення/вимкнення на верхньому торці. Всі інші елементи матові . Іншою особливість серії стала наявність лейбла — як це заведено на модному одязі. Всі апарати колекції L'Amour обзавелися таким ярликом, на Nokia 7360 він знаходиться праворуч. Ярлик пофарбований у смарагдовий колір, такий самий глибокий у клавіші ОК, вписаної в навігаційну кнопку. Також передбачений в'язаний ремінець, що йде в комплекті.

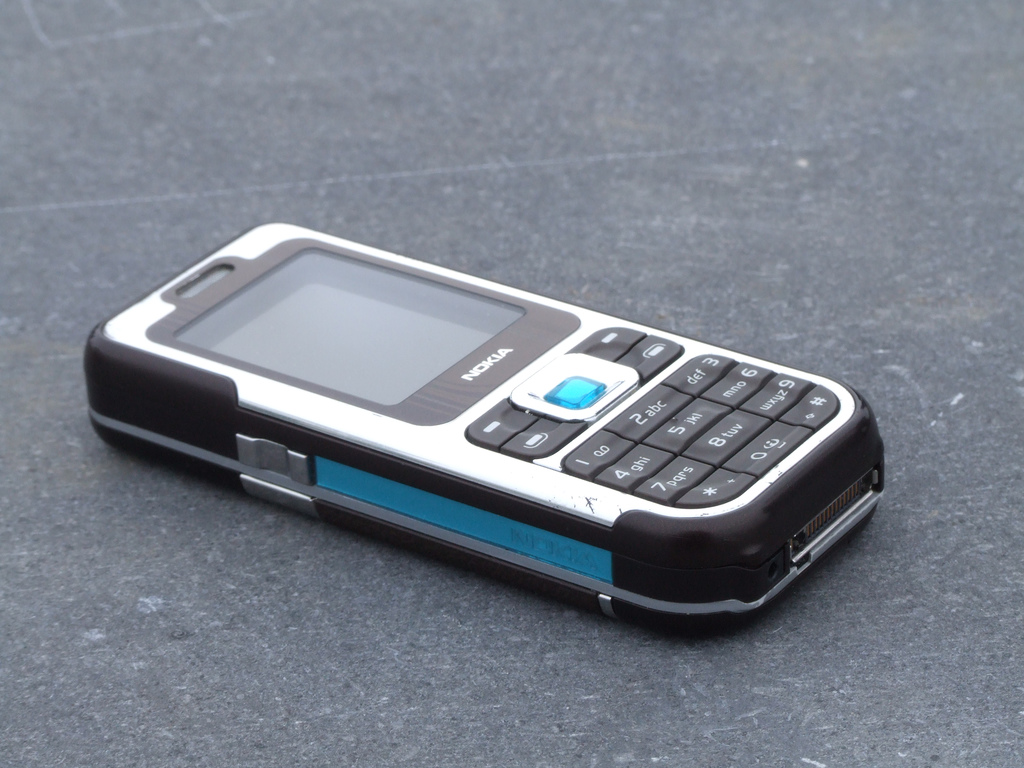
Бокова панель із клавішою регулювання гучності.

Розмір телефону — 105х45х18 мм. Вага — 92 грами. Використовується TFT-екран, що відображає 65000 кольорів і має роздільну здатність 128х160 пікселів (29х36 мм). Клавіатура виконана з пластику, при цьому рельєфні клавіші (в центрі клавіатури піднесення, навколо нього обідок). Підсвічування клавіш блакитного кольору. На лівому боці знаходиться спарена клавіша регулювання гучності. На правій стороні є вихід динаміка, що відтворює мелодії дзвінка. На цій стороні знаходиться ІЧ-порт, він повністю функціональний. На нижньому торці розміщено стандартний Pop-Port та поруч роз'єм для підключення зарядного пристрою.
За задньою панеллю знаходиться акумулятор (BL-5B, Li-Ion, 760 мАг). За заявою виробника він забезпечує до 4 годин роботи у режимі розмови та до 450 годин у режимі очікування. Час повного заряджання телефону становить близько 1.5 годин. Відхилення джойстика в різних напрямках служать швидкому запуску тієї чи іншої функції. Лівій софт-клавіші можна призначити будь-яку функцію (вибір з визначеного списку), також можна скласти список пунктів меню, що найбільш використовуються. Усього в телефоні встановлено 2.8 Мб пам'яті, з яких користувачеві доступно близько 1200 Кб.
У пам'яті телефону можна зберегти до 1000 імен, для одного імені можна внести до 5 номерів телефонів, вибрати тип кожного номера (основний, мобільний, домашній, офісний, факс). Перший внесений номер стає за замовчуванням, пізніше його можна змінити за бажанням. Апарат підтримує стандарт Nokia Smart Messaging, що дозволяє надсилати та приймати з сумісних апаратів мелодії та прості чорно-білі картинки.
Має стандартні для телефонів від Nokia радіо з автоматичним та ручним налаштуванням на FM-канали та перейменуванням їх за власним бажанням. У комплект з телефоном входить гарнітура, яка відіграє роль антени. Також наявні інші функції, зокрема вбудований редактор зображень, годинник, дата, будильник, органайзер із переглядом календаря за місяць, тиждень, день, калькулятор, конвертер валют, автоматичне блокування клавіатури, секундомір (до 20 проміжних значень), таймер зворотного відліку, ігри та інше.